# Geoffroy Chodron de Courcel
Geoffroy Chodron de Courcel (11. listopadu 1912 v Tours – 9. prosince 1992 v Paříži) byl francouzský diplomat. Je známý především jako pobočník generála de Gaulla během výzvy z 18. června. Je příbuzný Bernadette Chiracové (rozené Chodron de Courcel).

## Životopis
Geoffroy Chodron de Courcel byl členem rodiny Chodron de Courcel, původně z Trois-Évêchés v Lotrinsku, ze staré buržoazie, povýšené za Druhého císařství, včetně několika průmyslníků, vojáků a diplomatů. Byl přímým potomkem Gasparda Mongeho.
Vojenskou službu absolvoval před povoláním do funkce (říjen 1932) ve 12. pluku kyrysníků a poté 1. praporu jízdních dragounů. Poté Chodron de Courcel jako záložní důstojnický kadet zahájil vysokoškolské vzdělání. Získal titul z literatury, studoval na Svobodné škole politických věd a v roce 1933 získal doktorát z práv.
V roce 1937 složil konkurzní zkoušku na Quai d'Orsay a byl okamžitě jmenován přidělencem na velvyslanectví ve Varšavě. Tuto funkci zastával až do roku 1938, kdy byl jmenován tajemníkem velvyslanectví v Aténách.
V září 1939 byl mobilizován jako poručík kavalérie a přidělen k jednotce umístěné v Bejrútu. Libanon byl stále pod francouzským mandátem Společnosti národů. Na začátku května 1940 se vrátil do Paříže, protože začala bitva o Francii.
Dne 7. června 1940 byl přidělen jako pobočný důstojník generála de Gaulla, který byl právě jmenován náměstkem pro válku v nové vládě Paula Reynauda. Geoffroy de Courcel byl stejně jako de Gaulle, zastáncem pokračování bojů.
Doprovázel generála na jeho dvou cestách do Londýna (9. a 15. června). V noci 16. června, kdy Paul Reynaud rezignoval a Pétain stanul v  čele vlády, uvažoval o odjezdu do Bejrútu, ale ráno 17. června souhlasil, že bude následovat de Gaulla do Londýna letadlem britského generála Edwarda Spearse, který byl zodpovědný za styk mezi oběma vládami. Stala prvním Francouzem, který se připojil k Svobodným francouzským silám.
V Londýně pokračoval ve své práci jako pobočník. Byl to právě on, kdo požádal Élisabeth de Miribel, aby provedla první sekretářské práce pro generála de Gaulla, nejprve přepsala text výzvy.
V srpnu 1941 přestal být náčelníkem štábu generála de Gaulla (nahradil ho François Coulet) a v prosinci byl přidělen k 3. letce samohybných děl, bojová jednotce tvořící součást průzkumné skupiny armádního sboru. S postupem spojenců v severní Africe se Chodron de Courcel vyznamenal v libyjské poušti v roce 1942 a poté během bitvy u El Alameinu, poté se znovu vyznamenal v Tunisku, kde byl zraněn.
V červenci 1943 se na čas stal zástupcem ředitele kanceláře generála de Gaulla, kterého doprovázel během jeho návštěv v Bayeux 14. června 1944 a poté v Isigny, hned po vylodění 6. června. Od srpna 1944 až do konce války zastával různé administrativní funkce pro Prozatímní vládu Francouzské republiky.
Po válce se vrátil na ministerstvo zahraničních věcí. V letech 1955-1958 byl vyslán z Quai d'Orsay a působil jako stálý generální tajemník národní obrany. Poté obnovil svou diplomatickou kariéru jako stálý zástupce Francie v Radě NATO a v roce 1959 byl generálem de Gaullem povolán do funkce generálního tajemníka prezidenta republiky. Jako člen různých výborů a rad, například pro atomovou energii, byl 16. března 1962 jmenován francouzským velvyslancem ve Spojeném království. Tuto pozici zastával do 20. dubna 1972, kdy se jí ujal Jacques Delarüe-Caron de Beaumarchais.
V roce 1978 odešel do důchodu. V roce 1984 byl zvolen prezidentem Institutu Charlese de Gaulla a tuto funkci zastával až do roku 1991. Zemřel následujícího roku. Jeho manželka, rozená Martine Hallade, zemřela 14. října 2016.